# روبا
روبا زيدان وتعرف فنيا باسم Roobz أو روبا، (22 مايو 1975)، هي مغنية وكاتبة أغاني لبنانية وترعرعت في الإمارات العربية المتحدة. كانت البداية الفعلية لمشوارها في الموسيقى سنة 2013 وأثناء عيد الميلاد الرابع لمجلة رولينغ ستون في الشرق الأوسط، حيث أصدرت أول ألبوم لها باسم عودة أمي (بالإنجليزية: Mama's Back)‏ الذي تم إنتاجه في لوس أنجلوس من قبل جوي كينيدي. وأول أغنية أصدرتها هي لا تذهب إلى المنزل (بالإنجليزية: Don't Go Home)‏ وذلك في يوليو 2012.

## حياتها المبكرة
ولدت روبا في زحلة، لبنان لرجل الأعمال موريس زيدان، وزوجته سلوى زيدان، وهي مغنية ومؤسسة معرض سلوى زيدان الموجود في أبوظبي. تعيش عائلتها بين لبنان والإمارات. بدأت روبا الغناء في سن الخامسة، وشجعها والديها لمتابعة حبها للموسيقى من خلال دروس للإيتار والبيانو.
التحقت بجامعة إسبري بكسليك حيث درست نظرية الموسيقى، وتدربت على الصوت التقليدي. أول أداء مباشر لها كانت بعمر ال16 وأُطلق عليها تريسي شابمان لبنان، أتممت أداء الجاز والبلوز الكلاسيكي في حفلات مباشرة حول لبنان. في بداية التسعينات شاركت في برنامج مواهب يسمى كل المدينة تغني وترقص وجائت في المركز الثاني.

## بداية مشوارها
كمغنية لبنانية تؤدي جاز إنجليزي وأغاني بلوز مقلدة، أصدرت روبا أول أغنية منفردة لها تحت اسم لا تذهب إلى المنزل (بالإنجليزية: Don't Go Home)‏ وذلك في يوليو 2012، ثم بعدها أصدرت أول ألبوم لها بمساعدة المنتج جوي كيندي تحت اسم عودة أمي (بالإنجليزية: Mama's Back)‏ معلنة عودتها بعد غياب طويل. أصدرت روبا أول أغنية من الألبوم في يونيو 2013 باسم مرات  وكان هذا أول فيديو كليب لها ينتج في دبي.

## ديسكوغرافيا
- 2013: عودة أمي (بالإنجليزية: Mama's Back)‏
- 2012: لا تذهب إلى المنزل (بالإنجليزية: Don't Go Home)‏